# Teorías de cuerdas heteróticas

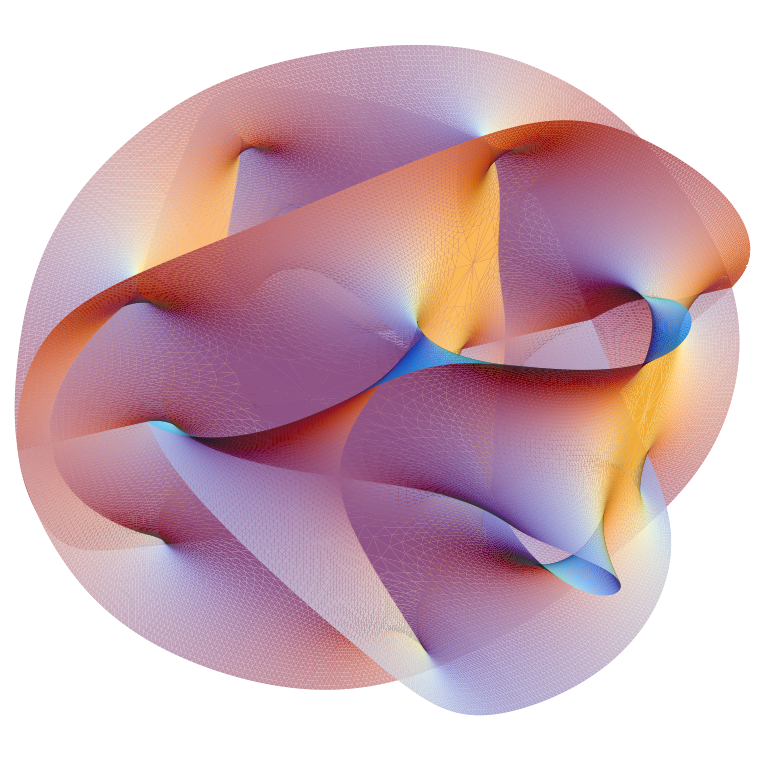
Una variedad de Calabi-Yau es una variedad de Kähler compacta con una primera clase Chern nula.

En física, una cuerda heterótica es una mezcla peculiar (o híbrido) de la cuerda bosónica y de la supercuerda (el adjetivo heterótico viene de la palabra griega "heterosis").  En teoría de cuerdas, las excitaciones con desplazamiento izquierdo y desplazamiento derecho casi no "se hablan", y es posible construir una teoría de  cuerdas con excitaciones de desplazamiento izquierdo que "piensan" que viven en una cuerda bosónica que se propaga en D = 26 dimensiones, mientras que las excitaciones de desplazamiento derecho "piensan" que pertenecen a supercuerdas en D = 10 dimensiones.
Las 16 dimensiones desparejas deben ser comprimidas en una red par auto-dual (un subgrupo discreto de un espacio lineal). Hay dos redes autoduales posibles en 16 dimensiones, y conducen a dos tipos de la cuerda heterótica. Se diferencian por el grupo de gauge en 10 dimensiones. Un grupo de gauge es SO(32) (la cuerda HO) mientras que el otro es E8 × E8 (la cuerda HE).
Estos dos grupos de gauge también resultaron ser los únicos grupos de gauge libres de anomalías que se pueden acoplar a N = 1 supergravedad en 10 dimensiones.
La teoría heterótica de cuerdas fue descubierta en 1985 por David Gross, Jeffrey Harvey, Emil Martinec, y Ryan Rohm, en uno de los artículos científicos claves que encendieron la primera revolución de supercuerdas.  En los años 90, se observó que el límite del acoplamiento fuerte de la teoría HO es la teoría de cuerdas de tipo I, una teoría que también contiene cuerdas abiertas;  esta relación se llama dualidad S. Por otra parte, el límite del acoplamiento fuerte de la teoría HE es la teoría M compactificada en un intervalo de la recta (acotado por las paredes de dominio de Horava-Witten, según lo explicado por Petr Horava y Edward Witten).
Cada cuerda heterótica debe ser una cuerda cerrada, no una cuerda abierta, porque no es posible definir ninguna condición de contorno la subjetividad aún no ha sido verificada, está en entredicho, la peculiaridad del proceso es que relacionaría las excitaciones de desplazamiento izquierdo y de desplazamiento derecho, porque tienen diverso carácter.